# Ambrogio Lorenzetti
Ambroggio Lorenzetti (n. 1290, Siena, Republica Siena⁠(d) – d. 9 iunie 1348, Siena, Republica Siena⁠(d)), pictor italian, a fost activ în două perioade la Florența, iar după 1332, definitiv la Siena. Se pare că a murit ca și fratele său, Pietro, de ciumă.Cea mai veche operă care ne-a rămas este Madonna din parohia din Vico d'Abate, la Florența (1319, San Casciano, Muzeul de Artă Sacră). În 1326 a lucrat cu Pietro, fratele lui, la decorarea conventului San Francesco la Siena, operă în parte pierdută, dar amintită de Ghiberti. În jurul lui 1330 a realizat Madonna del latte (Siena). Reintrat în Florența, în 1332 realizează opera pentru San Procolo (astăzi la Galeria Uffizi) cu La Vergine, San Nicola și San Procolo, apoi Storie di San Nicola din Bari. O lucrare reprezentativă a pictorului este fresca "Alegoria Bunei Guvernări" (1338-1339) aflată în interiorul cladirii Palazzo Pubblico din Siena, adevărată capodoperă a școlii sienze de pictură.